# I'm So Excited
Pour les articles homonymes, voir So Excited.
Singles par The Pointer Sisters (1982)
American Music
(1982) If You Wanna Get Back Your Lady
(1983)
Singles par The Pointer Sisters (1984)
Jump (For My Love)
(1984) Neutron Dance
(1984)
I'm So Excited est une chanson interprétée par le groupe américain The Pointer Sisters dans l'album So Excited! (en), sortie en single en septembre 1982 et écrite par Trevor Lawrence et The Pointer Sisters. Une version remixée a suivi en juillet 1984, atteignant la neuvième place du Billboard Hot 100 et a été incluse dans les rééditions de l'album Break Out (en).
La chanson a été classée 23e sur la liste des « 100 plus grandes chansons de groupes de filles de tous les temps » du magazine Billboard et 264e sur 365 dans la liste des « chansons du siècle » de la Recording Industry Association of America (RIAA).

## Contexte et réception
La chanson a été enregistrée à l'origine pour le neuvième album des Pointer Sisters de 1982, So Excited!, avant de sortir en single en septembre. À sa sortie, le single s'est classé à la 28e place du classement Billboard Dance Music/Club Play Singles, à la 30e place du Billboard Hot 100 et à la 46e place du Billboard Black Singles. Dans un article paru dans le magazine Billboard, la chanson a été décrite comme « sexy et amusante ».
Deux ans plus tard, une version légèrement remixée de la chanson a éditée en tant que single et incluse sur les rééditions du dixième album studio du groupe, Break Out. Cette version atteint aux États-Unis la 9e place du Billboard Hot 100 et la 25e place du classement Adult Contemporary ainsi que le top 10 en Irlande et la 11e place au Royaume-Uni,.
En mars 2001, I'm So Excited a été classée 264e sur 365 chansons dans la liste des « chansons du siècle » (Songs of the Century) de la RIAA et du Fonds national pour les arts américain.

## Crédits
- Anita Pointer – chant
- Ruth Pointer – chœurs
- June Pointer – chœurs
- John Barnes – piano acoustique
- Michael Boddicker – programmation du synthétiseur
- Greg Phillinganes – synthétiseurs
- William "Smitty" Smith – orgue
- George Doering – guitare
- Lee Ritenour – guitare
- Nathan Watts – basse
- John "J.R." Robinson – batterie
- Paulinho da Costa – percussion
- Chuck Findley – trompette
- Richard Hyde – trombone
- Jim Horn – saxophone

Crédits adaptés du livret de So Excited.

## Classements

### Classements hebdomadaires
| Classement (1982–83)           | Meilleure position |
| ------------------------------ | ------------------ |
| Australie (Kent Music Report)  | 9                  |
| États-Unis (Hot 100)           | 30                 |
| États-Unis (Hot Black Singles) | 46                 |
| États-Unis (Dance Club Songs)  | 28                 |
| Suède (Sverigetopplistan)      | 4                  |

| Classement (1984–85)                   | Meilleure position |
| -------------------------------------- | ------------------ |
| Belgique (Flandre Ultratop 50 Singles) | 23                 |
| Canada (Top Singles)                   | 21                 |
| États-Unis (Hot 100)                   | 9                  |
| États-Unis (Adult Contemporary)        | 25                 |
| États-Unis (Cash Box Top 100           | 10                 |
| Irlande (IRMA)                         | 6                  |
| Nouvelle-Zélande (RMNZ)                | 29                 |
| Pays-Bas (Nederlandse Top 40)          | 18                 |
| Pays-Bas (Nationale Hitparade)         | 19                 |
| Royaume-Uni (UK Singles Chart)         | 11                 |

| Chart (2013–2019)    | Meilleure position |
| -------------------- | ------------------ |
| Espagne (PROMUSICAE) | 23                 |
| France (SNEP)        | 91                 |
| Pologne (ZPAV)       | 50                 |
| Slovénie (SloTop50)  | 20                 |

| Classement (1983)             | Position |
| ----------------------------- | -------- |
| Australie (Kent Music Report) | 89       |

| Classement (1984)              | Position |
| ------------------------------ | -------- |
| États-Unis (Billboard Hot 100) | 76       |
| États-Unis (Cash Box Top 100)  | 83       |

| Région                                   | Certification | Ventes/Streams |
| ---------------------------------------- | ------------- | -------------- |
| Allemagne (BVMI)                         | Or            | 250 000‡       |
| Danemark (IFPI)                          | Platine       | 90 000‡        |
| Royaume-Uni (BPI)                        | Platine       | 600 000‡       |
| ‡ventes/streaming selon la certification |               |                |

## Dans la culture populaire
Sauf indication contraire, les informations mentionnées dans cette section peuvent être confirmées par le générique de fin de l'œuvre audiovisuelle présentée ici, ainsi que par la base de données cinématographiques IMDb,  présente dans la section « Liens externes ».
Elle est utilisée comme musique du film Summer Lovers (1983) ainsi que dans l'album de la bande originale du film Working Girl de Mike Nichols (1988).
- 2013 : Les Amants passagers - bande originale + titre additionnel : play-back par les acteurs du film.

## Reprises
- En 2004 par le groupe de punk Le Tigre dans leur album This Island (en).
- En 2005 par le groupe de hard rock Roctum (fi) dans leur premier single Sandwich.
- En 2007 par le groupe de pop Young Divas (en) dans leur album New Attitude (en).
- En 2007 par Lara Fabian au cours de sa tournée Night of the Proms.
- En 2014 par le groupe de hard rock Lordi dans l'édition japonaise de leur album Scare Force One.
- En 2014 par Clara Morgane dans son album jazz So excited.
- En 2015 par le groupe de hard rock Outloud dans leur album Destination: Overdrive.
- En 2015 dans Glee (série télévisée) reprend le titre par The Troubletones (Mercedes, Brittany, Santana et Sugar) avec les mères des mariés dans l’épisode de la saison 6 intitulé le mariage.
- En 2019 par Joyce Jonathan au cours de son passage dans le deuxième épisode de la saison 1 de l'émission Mask Singer diffusée sur TF1 du 8 novembre au 13 décembre 2019.
- En 2022 par Sound of Legends
- En 2023 par Omar Rudberg